# Toyota Racing Development

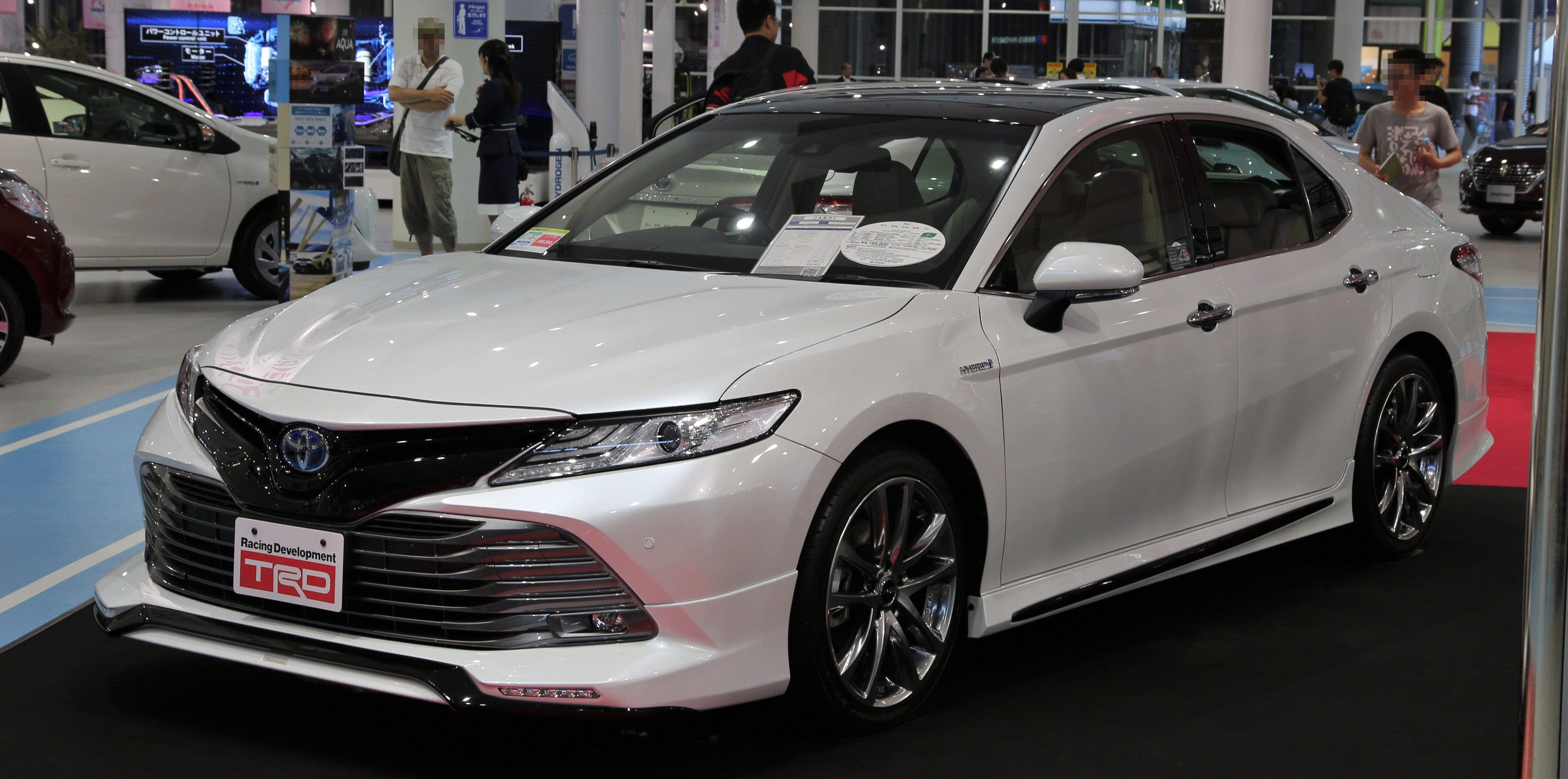
Toyota Camry 2017 модельного года TRD

Toyota Racing Development (известное под аббревиатурой TRD) — подразделение компании Toyota, фирменное тюнинг-ателье для всех автомобилей Toyota, Lexus, Subaru, Daihatsu и Scion. TRD отвечает за повышение эксплуатационных качеств, и поддерживает спортивные интересы Toyota по всему миру. TRD производит различные продукты и аксессуары тюнинга, в частности элементы подвески, нагнетатели и колесные диски. Продукты TRD доступны через дилеров Toyota, а также в качестве аксессуаров на новых автомобилях. Тюнинг для автомобилей Lexus в настоящее время известен как F-Sport, и изменённые модели Lexus отмечаются буквой F для отличия от TRD. TRD похож на другие фирменные тюнинг-ателье, такие, как Mazdaspeed (Mazda), Nismo (Nissan), Ralliart (Mitsubishi), STi (Subaru), Ford Performance Vehicles (Ford, Австралия), Special Vehicle Team (Ford, Северная Америка), Street and Racing Technology (Chrysler), Holden Special Vehicles (Holden), подразделение Mercedes AMG, модели BMW «M», модели Audi «S» и «RS» или модели Volvo Polestar.
На июнь 2013 года существует два официальных филиала TRD: TRD Japan в Японии (Toyota Technocraft) и в США TRD USA.
Японский гоночный отдел TRD концентрируется на чемпионатах Super GT Series (JGTC), Японская Формула-3, ESSO Formula Toyota Series, и гонки Netz Cup (Vitz Series).
Американский гоночный отдел TRD концентрируется на чемпионате Off Road Racing (CORR), NASCAR Camping World Truck Series, Grand-Am Cup Sports Touring, National Hot Rod Association (NHRA) Import Drags, а начиная с 2007 года, в сериях NASCAR Sprint Cup и Xfinity. Раньше отдел работал с машинами в таких чемпионатах, как Baja 1000, IMSA, CART Championship World Series (с 1996 по 2002 годы) и Toyota Atlantic Series (с 1990 по 2005 годы), Indy Racing League (с 2003 по 2005 годы).
Toyota Motorsport GmbH или TMG, работает с командой Toyota Racing. На чемпионате мира по ралли (WRC) выступали ралли версии Toyota Corolla, также были две попытки участия (в 1998 и 1999) в 24 часа Ле-Мана с GT-One. TMG в настоящее время работает на 24 часах Ле Мана и на World Endurance Championship.
Компания разработала лыжи Toyota Sit-Ski — сидячие лыжи для американской паралимпийской сборной . Свои пожелания по монолыжам озвучили семикратный призёр Паралимпийских игр Лори Стивенс и двукратный призёр Паралимпийских игр Эндрю Курка. Разработку опробовали спортсмены в марте 2022 года на Играх в Пекине.

## Запчасти TRD
TRD предлагает устанавливаемые на болтах насадки, спортивные и прямоточные глушители и выхлопные системы, холодные воздухозаборники. Детали подвески включают в себя койловеры, пружины, амортизаторы и стойки, распорки, стабилизаторы и усовершенствованные колеса. Для тормозных систем выпускаются полные комплекты тормозных суппортов и тормозные колодки. Кроме того производятся масла, воздушные фильтры, прокладки головки двигателя, распредвалы.

### Список двигателей с наддувом TRD (модельные года)

#### 1ZZ-FE 1,8 L I4
- 2003-04 Matrix
- 2003-04 Corolla
- 2003-04 Pontiac Vibe (заводская гарантия от GM, но применяются те же правила)

#### 2AZ-FE 2,4 L I4
- 2005—2011 Scion tC
- 2008—2009 Scion xB

#### 1MZ-FE 3,0 L V6
- 1994-96 Camry (больше не оборудуются)
- 1997-00 Camry (больше не оборудуются)
- 1998-00 Sienna (больше не оборудуются)
- 1999-00 Solara (больше не оборудуются)

#### 5VZ-FE 3,4 L V6

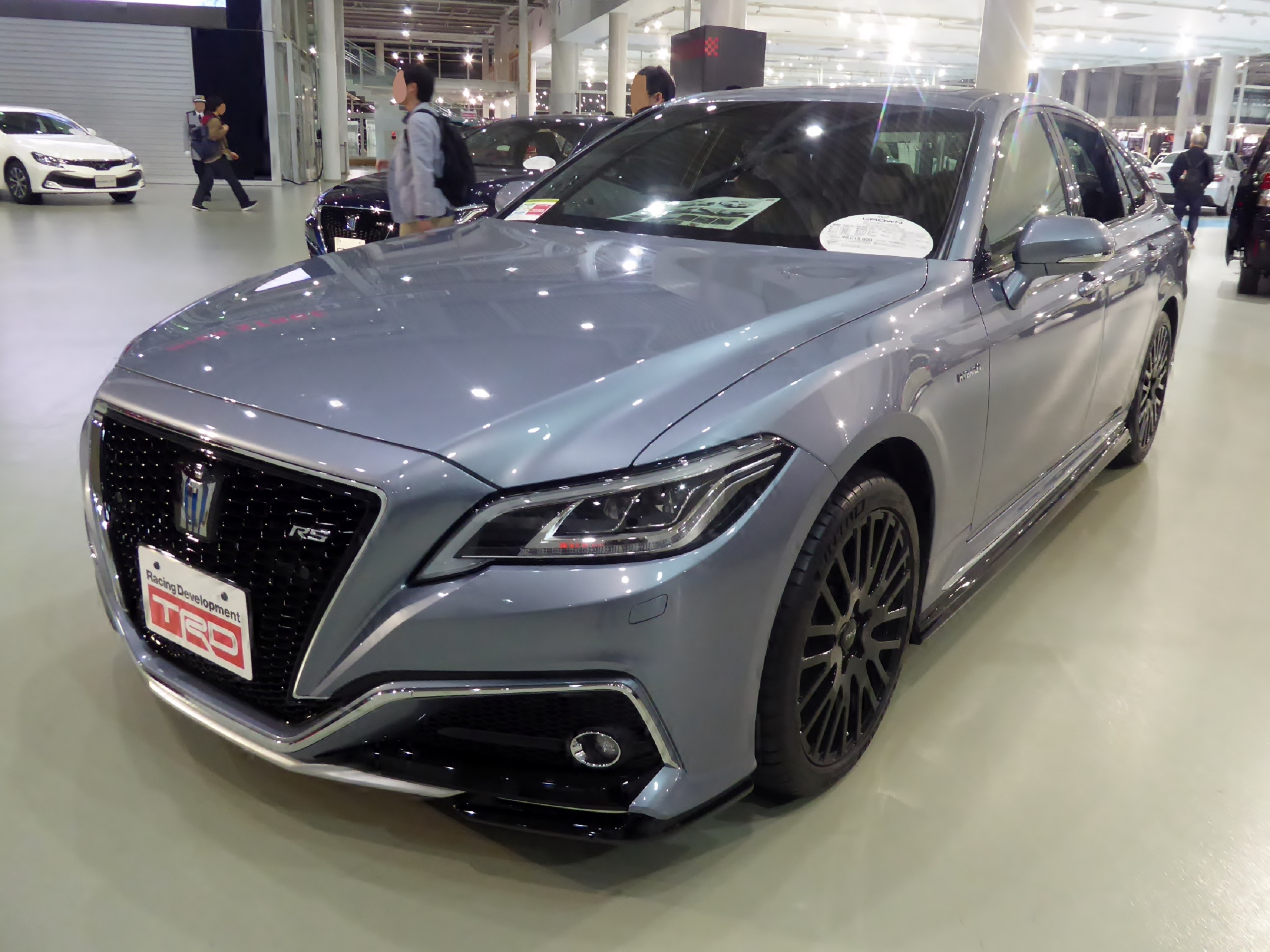
Toyota CROWN 2.5 HYBRID TRD

- 1997-04 Tacoma
- 1997-98 T100
- 2000-03 Tundra
- Toyota CROWN 2.5 HYBRID TRD1997-02 4Runner

#### 2GR-FZE 3,5 L V6
- 2008- TRD Aurion (устанавливается на заводе, первое производство автомобилей с нагнетателем Eaton TVS)

#### 1GR-FE 4,0 L V6
- 2005—2015 Tacoma
- 2007-09 FJ Cruiser

#### 1FZ-FE 4.5 L V6
- 1995-97 Landcruiser

#### 2UZ-FE 4.7 L V8
- 2000-03 Tundra
- 2003 GX 470

#### 3UR-FE 5.7 L V8
- 2007- Tundra
- 2008- Sequoia

#### Другие модели
- Toyota 4Runner TRD Pro (только США)
- Toyota Fortuner (Доступен в России)[2]
- Toyota Tacoma TRD
- Toyota Tacoma TRD Pro (только США)
- Toyota Tundra TRD
- Toyota Tundra TRD Pro (только США)
- Toyota Sequoia TRD
- Toyota 86 TRD (только Великобритания)
- Toyota FJ Cruiser TRD (только США, Канада и Мексика)
- Scion xD TRD